# Peter-Ulrich-Haus

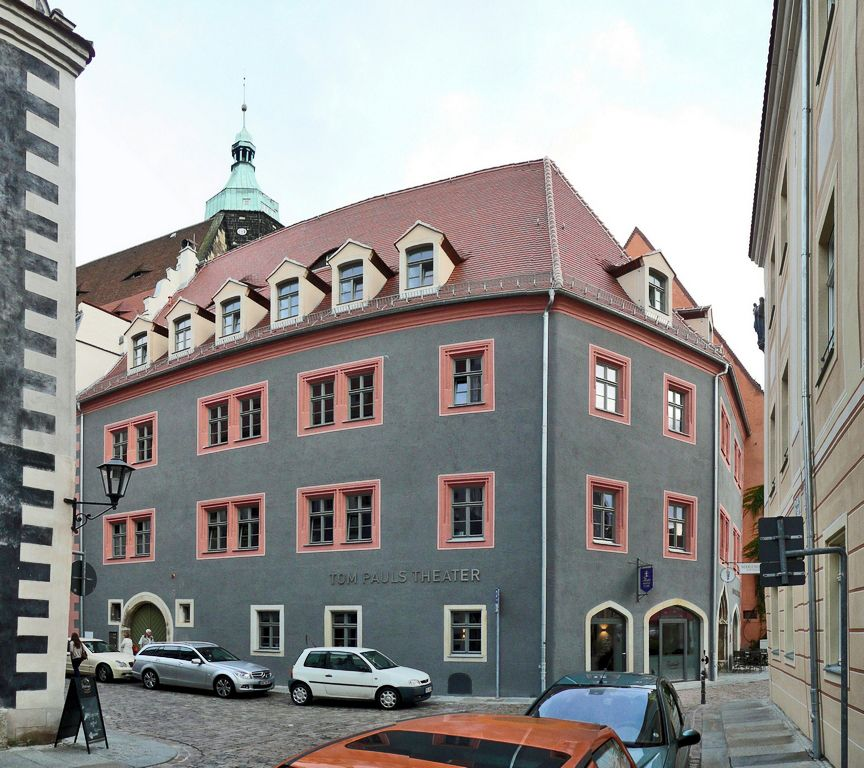
Peter-Ulrich-Haus, Blick von Norden

Das unter Denkmalschutz stehende Peter-Ulrich-Haus ist ein ehemaliges Wohnhaus aus dem frühen 16. Jahrhundert im Zentrum von Pirna, Am Markt 3. Seit 2011 befindet sich in dem Haus das Tom-Pauls-Theater.

## Geschichte

### Peter Ulrich
Der Bauherr Peter Ulrich wurde vermutlich um 1440 in Heilbronn geboren. 1478 taucht er erstmals in Sachsen auf als herzoglicher Werkmeister in Festanstellung auf Lebenszeit von Kurfürst Ernst und Herzog Albrecht. Er übernahm in Dresden verschiedene Bauaufgaben und erwarb 1493 das dortige Bürgerrecht. 1502 wurde er nach Pirna berufen, um als Kirchenbaumeister den Neubau der Marienkirche zu übernehmen. Ein Jahr später taucht sein Name dort erstmals in einer Kämmereirechnung der Stadt auf. Bereits 1504 wurde er außerdem mit dem Bau der Kirche St.-Wenzels-Kirche in Lommatzsch betraut. Unter der erhöhten Arbeitsbelastung litt auch die Fertigstellung seines eigenen Wohnhauses. Ulrich leitete den Bau der Pirnaer Marienkirche bis zu seinem Tod im Spätherbst 1513 oder Frühjahr 1514.

### Peter-Ulrich-Haus

#### Bau
Da Ulrich mit einer langfristigen Verpflichtung in Pirna rechnete, erwarb er am 12. Juni 1503 für einhundert meißnische Gulden ein wohl baufälliges Haus am Markt in einer Zeile von Kaufmannshäusern. Vorbesitzer war Paul Nack, der einer einflussreichen Pirnaer Tuchmacherfamilie entstammte. Bei Ausgrabungen 2010 wurden im östlichen, nicht unterkellerten Hausteil zwei Öfen aus der Zeit des Vorbesitzers gefunden. Sie dienten der Verarbeitung von Tuchen, zum Walken und Färben der Stoffe. Die gefundenen Keller lassen auf eine Erstbebauung aus dem 13. Jahrhundert schließen.
Unstimmigkeiten, welche den Hauskauf fast verhindert hätten, sorgten für eine Verzögerung des Baubeginns. In der Zwischenzeit wohnte Ulrich in Pirna zur Miete. Er ließ 1505 das alte Haus fast komplett abreißen; einzig die südliche Außenwand ließ er stehen. Der Neubau sollte laut Vorgabe des Pirnaer Rats „steinern“ ausgeführt werden. Das 1506 fertiggestellte neue Haus wurde in Richtung Markt drei Meter länger und mit einem repräsentativen Eingang versehen. Bis auf die später hinzugefügten Ladeneingänge und eine veränderte Dachform ist die Fassade heute noch original erhalten.
Ulrich war zwar verheiratet (seine Frau starb kurz vor ihm), hatte zum Zeitpunkt seines Todes aber keine Kinder, so dass sein Haus nicht vererbt werden konnte.

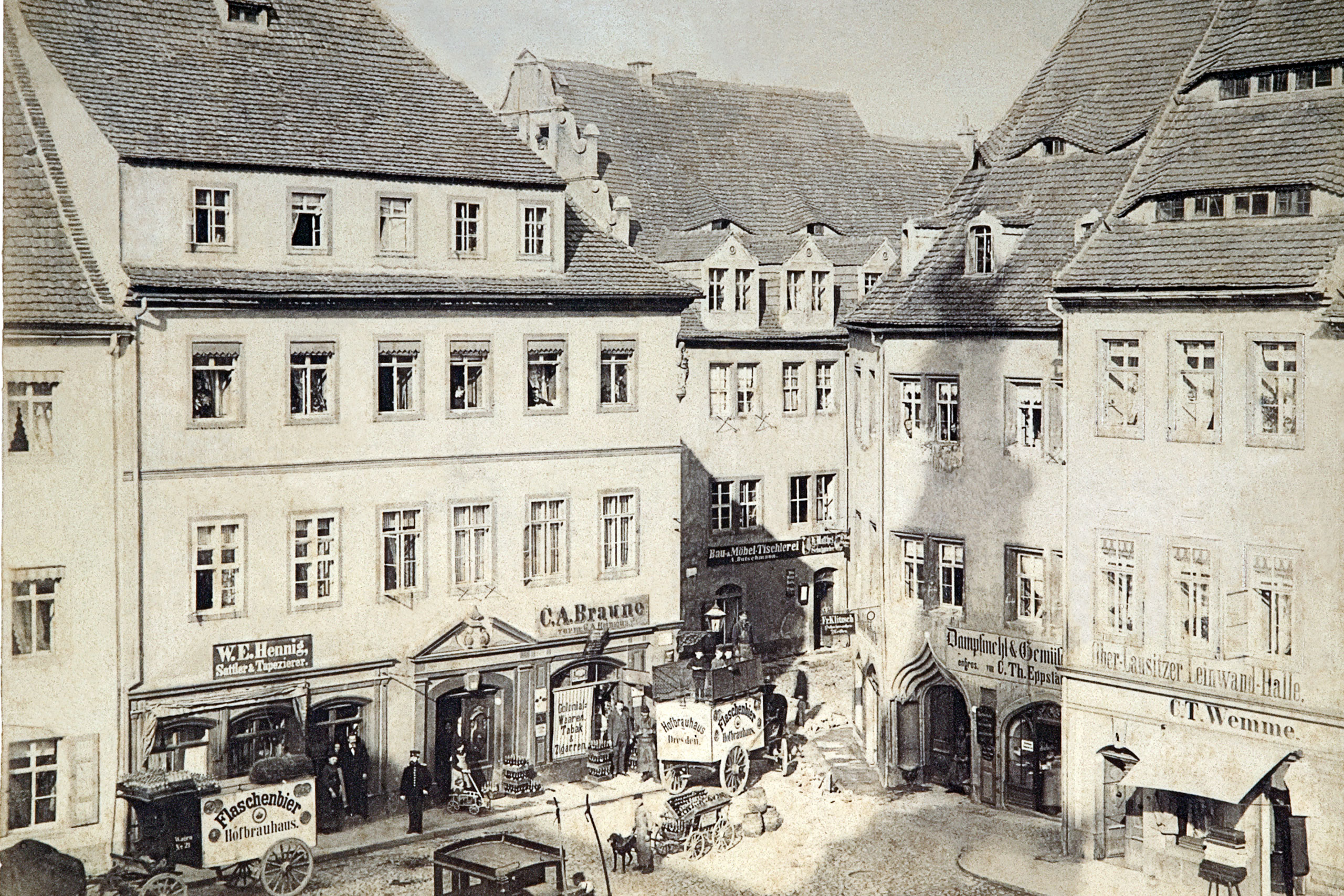
Nord-Ost-Ecke des Pirnaer Marktes mit Peter-Ulrich-Haus 1888

#### Umbauten
Nach dem Tod von Ulrich erwarb der Bäcker Martin Standfest das Haus und ließ 1520 die einfachen Rechteckfenster an der Nordfassade zu Zwillingsfenstern vergrößern. Außerdem ließ er in der Eingangshalle massive Trennwände einziehen.
Bei einem Stadtbrand im Juli 1547 wurde das Haus erheblich beschädigt, nur die Räume im ersten Obergeschoss blieben dabei erhalten. Das Haus wurde erneut verkauft, neuer Besitzer wurde der Kaufmann Oswald Schein. Dieser ließ 1550 die Nordfassade instand setzen und baute den heutigen Dachstuhl, wobei er die Fensterprofile Ulrichs übernahm. Außerdem erfolgte eine Einwölbung der Eingangshalle mit filigranen Zellengewölbe. In das Dach zum Markt ließ Schein ein Zwerchhaus im Renaissancestil einbauen. Dieses sollte 1880 wieder abgebrochen und durch die heutige Dachform mit einfachen Dachgauben ersetzt werden.
1572 hatte das Haus einen neuen Besitzer. Caspar Milich betrieb hier bis 1575 die älteste bekannte Apotheke am Pirnaer Markt. Dabei diente das Erdgeschoss als Wirtschafts- und Gewerberaum.
Knapp 200 Jahre später, um 1750, befand sich im Parterre die Königlich Churfürstlich Sächsische Landesacciseinnahme. Hier wurde das Eintreiben der „Generalkonsumptionsakzise“ (ähnlich der heutigen Umsatzsteuer) verwaltet. Außerdem befanden sich im Erdgeschoss eine Rauchküche und ein Pferdestall. Im 19. Jahrhundert hatte sich aus der Küche die „Restauration zur Garküche“ entwickelt. Im Laufe der Jahre arbeiteten im Peter-Ulrich-Haus Kaufleute, Strumpfwirker und Schuhmacher.
Ende des 19. Jahrhunderts wurden große Öffnungen für Schaufenster in die Fassade gebrochen. Zu DDR-Zeiten befand sich dahinter ein Lebensmittel- und Gemüseladen. Nach der Wende stand das Haus lange leer. Ein Umbau zum Wohnhaus scheiterte an der Nordlage des Gebäudes, dem engen Innenhof und seiner inneren Struktur. Daher kamen bereits 2002 Überlegungen auf, das Gebäude kulturell zu nutzen.

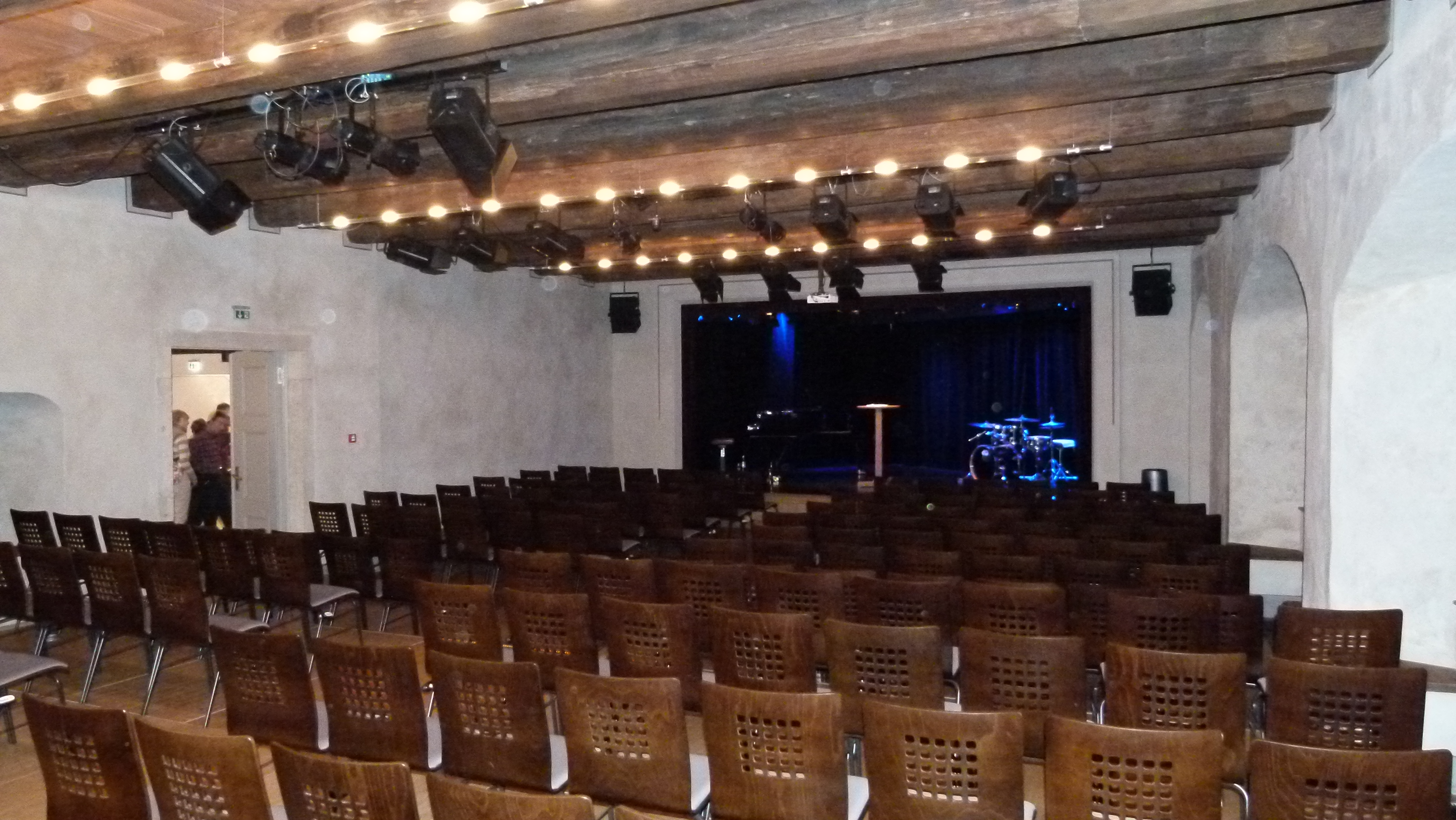
Theatersaal

#### Tom-Pauls-Theater
Nachdem sich die Pirnaer Wohnungsgesellschaft WGP neun Jahre um die Sicherung des Peter-Ulrich-Hauses gekümmert hatte, gab es 2008 zwei Konzepte für eine zukünftige Nutzung. Das Pirnaer Kuratorium Altstadt wollte das Haus gemäß einem Konzept von 2002 behutsam zu einem Museum der bürgerlichen Städtebau-Kunst inklusive einer Begegnungsstätte für Vereine umbauen.
Die Stadt gab dem zweiten Vorschlag von Tom Pauls den Zuschlag. Dessen „Ilse-Bähnert-Stiftung“ kaufte im August 2009 das Peter-Ulrich-Haus. Am 1. Dezember 2009 begann dessen Sanierung. Von den Gesamtkosten von 3,3 Millionen Euro stammten 2,4 Millionen Euro aus Städtebaufördermitteln. Beim Umbau wurden zahlreiche im Laufe der Jahrhunderte eingezogene Wände entfernt.
2013 erhielten die an der Sanierung des Peter-Ulrich-Hauses beteiligte Handwerker wie der Meißner Malermeister Bill Quaas und der Bauherr Tom Pauls den Bundespreis für Handwerk in der Denkmalpflege. Dieser wird von der Deutschen Stiftung Denkmalschutz und dem Zentralverband des Deutschen Handwerks verliehen. Gelobt wurde dabei die detailgetreue Restaurierung des Hauses. So wurden zum Beispiel die Pigmente, Bindemittel und verschiedenen Beizen nach historischem Vorbild hergestellt und mit Tierhaarbürsten nach einem Farbkonzept unter Aufsicht der Landeskonservatorin aufgetragen.
Am 11. November 2011 konnte der Schauspieler und Kabarettist Tom Pauls im Peter-Ulrich-Haus das nach ihm benannte Theater einweihen.
Der Große Saal verfügt heute über 180 Plätze. In der Bibliothek sind Wohn-Utensilien aus der Erbauungszeit zu sehen. Bei Veranstaltungen finden 40 Gäste Platz.

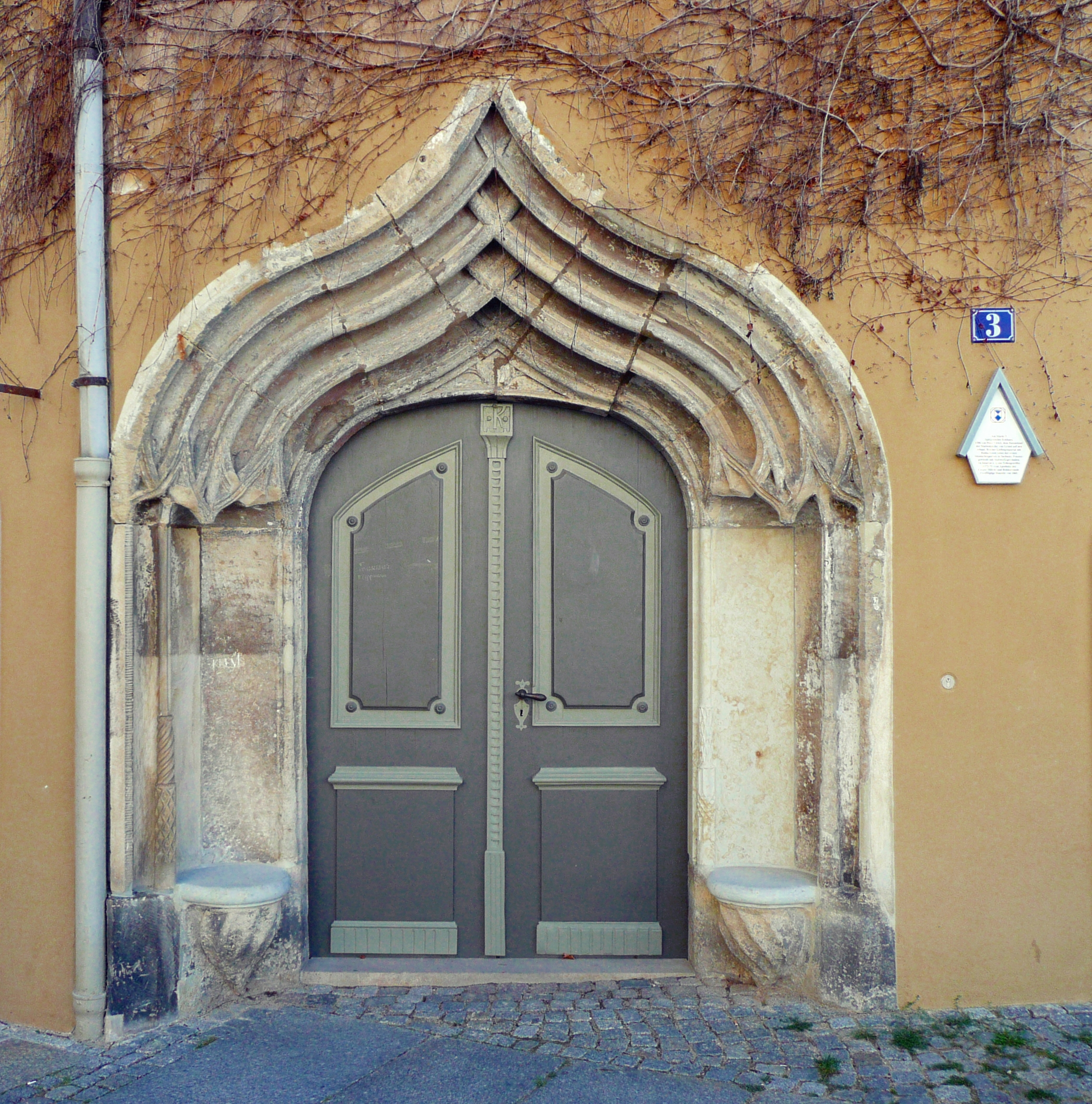
Portal an der Westseite

## Beschreibung

### Außen
Die bis heute prägenden Merkmale des Peter-Ulrich-Hauses sind die Fenstergewände aus gekoppeltem Stabwerk in beiden Obergeschossen und ein meisterhaft gestaltetes Kielbogenportal (eines der frühesten erhaltenen Sitznischenportale in Sachsen). Bei der Anhebung des Straßenniveaus 1810 ließ man auch das Portal höher setzen.

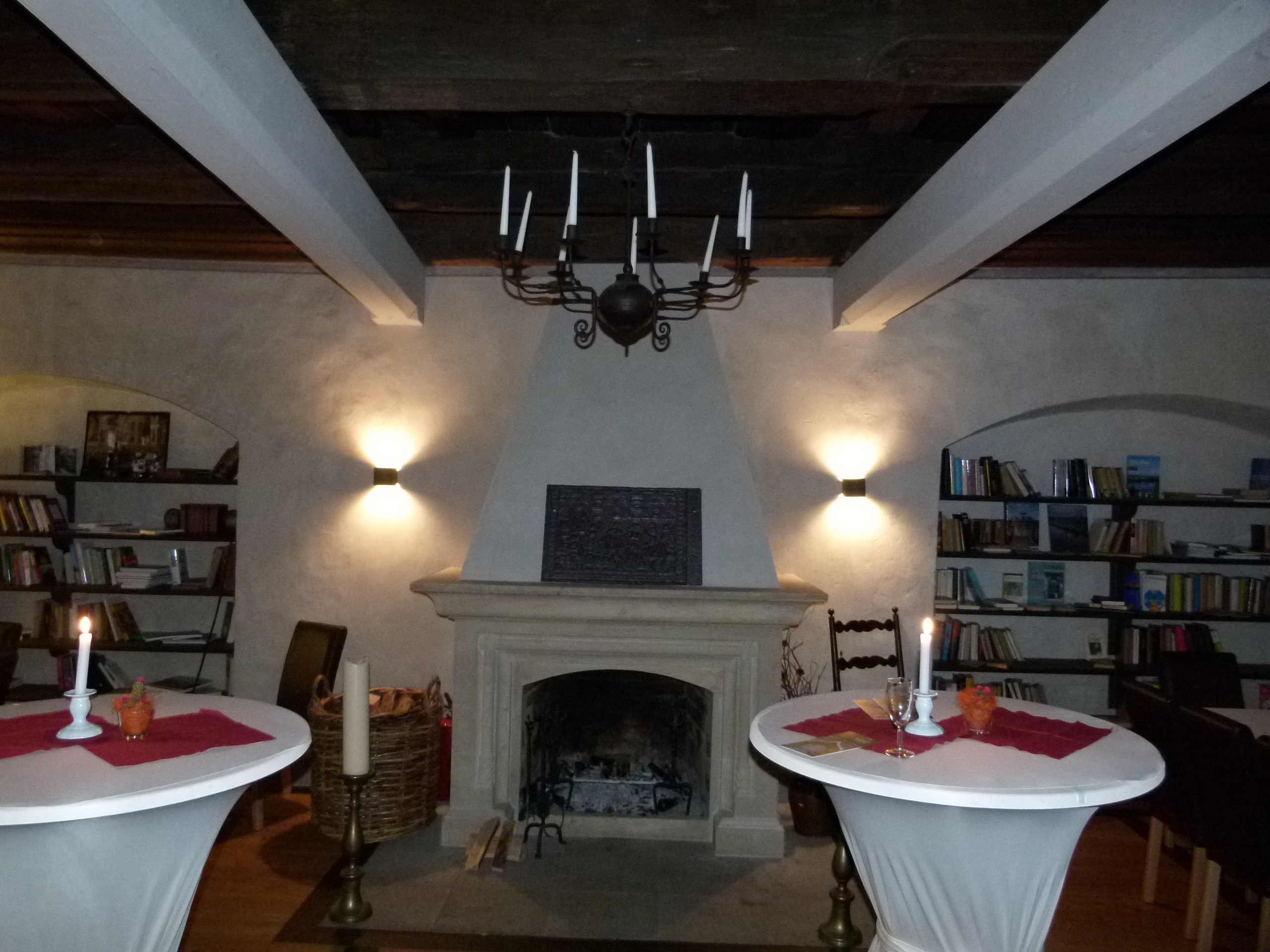
Bibliothek

### Innen
Beim Betreten des im Erdgeschoss befindlichen Cafés vom Markt aus fällt sofort die Holzbalkendecke im vorderen Teil des Cafés ins Auge. Wie auch die Holzbalkendecke im hinteren Teil des Cafés stammt diese aus der Erbauungszeit des Hauses. Die einfachen, unprofilierten Decken ließ Ulrich dunkelbraun lasieren. Zwischen 1518 und 1550 erhielten die Decken eine einheitliche Farbfassung in weißer Kalk-Kaseinfarbe mit schwarzer Rahmung und schwarz-weißen Kassetten zwischen den Balken. Diese Gestaltung hat sich bis heute erhalten. Dabei befinden sich unter der erhaltenen Fassung weitere Farbschichten.
Der frühere herrschaftliche Saal wird heute als Theatersaal genutzt. Der Raum könnte schon zur Erbauungszeit des Hauses existiert haben. Gesichert ist, dass der Kaufmann Oswald Schein nach dem Stadtbrand von 1547 einen ungewöhnlich großen Saal im Obergeschoss errichten ließ. 1999 und 2009 fanden Bauforscher Reste zweier Malereifassungen, deren älteste in einer Fensterlaibung die archaisch anmutende Darstellung eines Pferdes zeigt. In einer neueren Malschicht fand man eine bis in den jetzigen Bühnenraum reichende grün-chromatische Malerei mit floralen Motiven und zwei Initialen, eine davon noch lesbar „IGS“, vermutlich ein Hinweis auf die damaligen Eigentümer, die Familie Schein. Die Größe des Saals hatte nur kurz Bestand: wohl bereits der Sohn Oswald Scheins baute zwei Fachwerkquerwände in den Saal ein, die an die Bohlenwände angeschlagen waren. Durch den Umbau des Hauses in ein Mietshaus Ende des 18. Jahrhunderts wurden weitere Fachwerk- und Ziegelwände sowie Deckenverschalungen eingefügt, der Saal war nun nicht mehr zu erkennen.
Im Peter-Ulrich-Haus werden heute auch Ausstellungsgegenstände aus seiner Geschichte gezeigt. Diese wurden vom Landesamt für Archäologie Sachsen bei den Bauarbeiten in einem freigelegten Brunnen und einem abgebrochenen und verfüllten Ofen entdeckt und zur Ausstellung bereitgestellt. Zu sehen sind unter anderem Kannen, Topfteile und die Reste eines Filzhutes; außerdem einige Kacheln von Öfen aus der Zeit noch vor dem Neubau durch Ulrich. Diese Kacheln weisen eine Besonderheit auf: Sie sind größtenteils mit einem Überzug aus gold- und silberfarbenem Glimmer versehen, einer Oberflächenbeschichtung, die im 15. Jahrhundert in Sachsen noch unbekannt war. Dies deutet auf eine rege Handelsbeziehung zu Böhmen hin, wo solche Kacheln produziert wurden. In den alten Öfen fanden sich Relief-verzierte Blattkacheln mit architektonischen, floralen und biblischen Motiven.
Wieder zu erkennen sind die Raumstrukturen der einstigen Wohnstube, der rekonstruierten Schwarzküche und des benachbarten Schlafzimmers.
Ulrich ließ im hinter dem marktseitigen Keller liegenden Keller das Kreuzgratgewölbe und den zentralen Pfeiler erneuern. Diese Raumstruktur ist heute noch sichtbar. Über die um 1520 errichtete Kellertreppe erreicht man heute noch das Untergeschoss. Der Boden des benachbarten Fasslagerkellers ist nach historischem Vorbild mit Flusskieseln belegt.